# Menga Danuser
Menga Danuser, née le 31 juillet 1951 à Frauenfeld (originaire de Felsberg et de Saint-Gall) et morte le 3 septembre 2011 dans la même ville, est une personnalité politique suisse, membre du Parti socialiste.
Elle est députée du canton de Thurgovie au Conseil national pendant deux législatures, de fin 1987 à fin 1995.

## Biographie

### Origines et famille
Menga Clara Danuser naît le 31 juillet 1951 à Frauenfeld, dans le canton de Thurgovie. Originaire de Felsberg, dans le canton des Grisons, et de Saint-Gall, elle est la benjamine d'une fratrie de trois enfants.
Son père, Paul Danuser, est organiste, chef d'orchestre et pédagogue musical ; sa mère, née Luise Schneller, est infirmière.
Elle est en couple à partir de 1972 avec Kurt Schwarz, enseignant et juriste, et n'a pas d'enfant.

### Enfance, formation, parcours professionnel et art
Menga Danuser grandit à Frauenfeld, où elle suit l’école obligatoire et, de 1964 à 1970, le gymnase (maturité latin-anglais). Son adolescence est marquée par le suicide de son père en été 1964. 
Après une formation de maîtresse secondaire de 1970 à 1974 aux universités de Zurich et de Genève, elle enseigne à Frauenfeld jusqu'en 2007.
Violoniste (elle ne mène pas ses études musicales à leur terme) et aquarelliste de talent, Menga Danuser s'intéresse sa vie durant à l'art et à la musique.

### Fin de vie et mort
À sa retraite, anticipée pour des raisons de santé, elle vit retirée à Frauenfeld.
Elle meurt le 3 septembre 2011 à Frauenfeld, à l'âge de 60 ans.

## Parcours politique
Inscrite dès sa jeunesse dans l'association thurgovienne pour le suffrage féminin, Menga Danuser s'engage tout au long de sa vie pour les droits des femmes. 
En 1974, elle adhère au Parti socialiste et au Syndicat des services publics. Elle est élue à l'âge de 24 ans au Conseil communal (législatif) de Frauenfeld, où elle siège de 1975 à 1981. Elle entre une année plus tard au Grand Conseil du canton de Thurgovie, et en est membre pendant douze ans, jusqu'en 1988. Elle connaît une notoriété nationale comme membre fondatrice et vice-présidente de la Fondation suisse de la Greina (de), qui défend la préservation du haut plateau et lutte contre sa disparition sous un lac artificiel à des fins de production d'énergie. Elle obtient en 1986, aux côtés d'Herbert Mäder et d'Erwin Akeret (de), la mise sous protection du paysage de la Greina.

Fiche établie en 1977 par le Service de renseignements sur Menga Danuser.

En octobre 1987, Menga Danuser est élue au Conseil national. Première femme du canton élue à la chambre basse du Parlement (la démocrate-chrétienne Margrit Camenzind, qui y siège avant elle, y accède après le décès de Hans Frei), elle s'implique en faveur de l'environnement, de la politique énergétique et de la protection des eaux. Elle obtient le meilleur score de tous les candidats socialistes thurgoviens lors des élections fédérales d'octobre 1995, mais doit céder son siège au profit de Jost Gross (de) en raison de la nouvelle règle des listes séparées entre hommes et femmes introduite par la section cantonale de son parti. 
Après l’éclatement du scandale des fiches en 1989, Menga Danuser rend publique celle qui lui a été consacrée. Le Service de renseignement de la Confédération, craignant une mauvaise influence sur ses élèves, l'avait espionnée dans les années 1970 en raison de son positionnement politique à gauche et de son concubinage avec Kurt Schwarz.